# カール・ゲープハルト

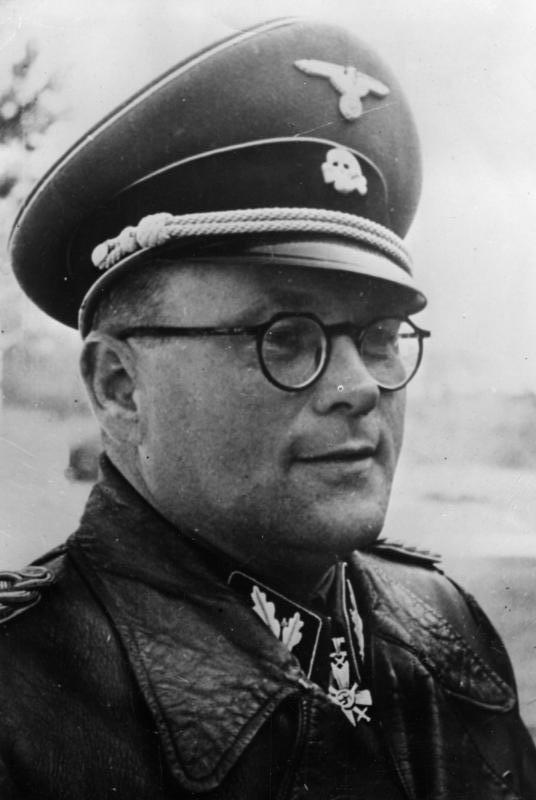
1944年。武装親衛隊中将の制服を着るカール・ゲープハルト

カール・フランツ・ゲープハルト（ドイツ語: Karl Franz Gebhardt, 1897年11月23日 - 1948年6月2日）は、ドイツの医師、医学者、親衛隊員。医学博士（Dr.med）。親衛隊における最終階級は親衛隊中将及び武装親衛隊中将（SS-Gruppenführer und Generalleutnant der Waffen-SS）。
親衛隊全国指導者ハインリヒ・ヒムラーの主治医を務めた。戦時中に強制収容所の囚人を使って残虐な医学実験を行ったとされ、戦後、アメリカ軍から戦犯に指定され処刑された。

## 生涯

### 前半生
バイエルン王国（現在のバイエルン州ミュールドルフ郡）のハーグ・イン・オーバーバイエルン（de:Haag in Oberbayern）に医師フランツ・ゲープハルトの息子として生まれた。ランツフートのギムナジウムに通った。ここの学校はハインリヒ・ヒムラーの父ゲープハルト・ヒムラーが校長をしており、ハインリヒ・ヒムラーも同校に通っていた。ゲープハルトとヒムラーはこの頃からの知り合いだった。1916年にアビトゥーアに合格してギムナジウムを卒業。
第一次世界大戦中であったため、1916年3月1日にバイエルン王国陸軍の第4歩兵連隊に入隊。1918年から1919年3月にかけてイギリス軍の捕虜となった。
戦後の1919年から1920年にかけてフランツ・フォン・エップの指揮する義勇軍(フライコール)に参加し、ルール地方で共産主義者と戦った。

### 初期の医師活動
1919年からミュンヘン大学医学部で医学を学ぶ。1922年に医師試験に合格し、1923年に医師免許を取得した。1922年秋から1935年までランツフートの病院に補助医師として勤務している。またこの間、ミュンヘン大学教授フェルディナント・ザウアーブルッフ博士（Ferdinand Sauerbruch）の解剖病理学研究所で助手を務めた。その後、エーリヒ・レクサー（de:Erich Lexer）のスポーツ医学の研究にも携わった。1924年3月31日にミュンヘン大学から医学博士号(Dr.med)を授与されている。
1926年にはホーエンアシャウ（Hohenaschau）に医師訓練施設を創立した。ドイツ体育医学協会（Deutschen Ärzteverbandes für Leibesübungen）のスポーツ医師も務めている。

### ナチス親衛隊入隊後

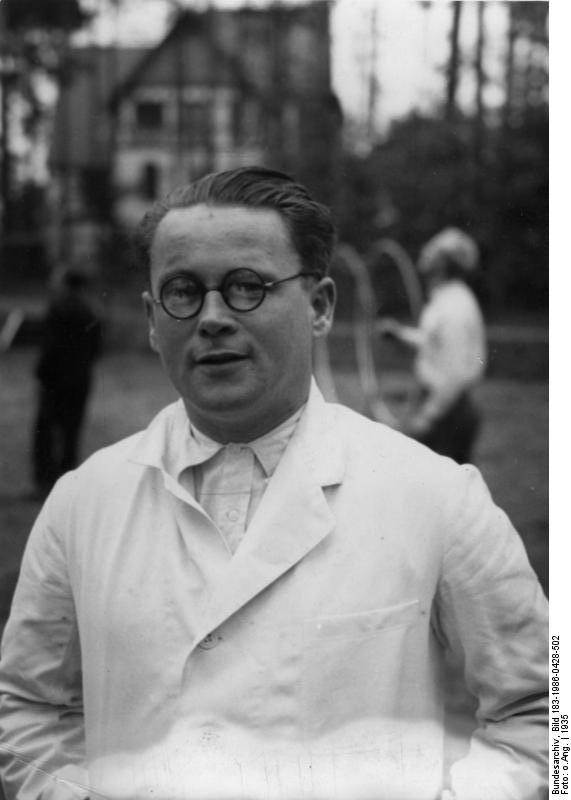
1935年。白衣姿のカール・ゲープハルト。

ナチ党政権誕生後の1933年5月1日に国民社会主義ドイツ労働者党（ナチ党）に入党した（党員番号1,723,317）。同時に幼馴染のヒムラーが指揮していた親衛隊（SS）に入隊した（隊員番号265,894）。1933年から1934年にかけてホーエンアシャウの国家医師施設（Reichsärztelager）長官を務め、1935年からベルリンのシャルロッテンブルク（Charlottenburg）の体育医学研究所（Medizinische institut für Leibesübungen）の長官となる。1936年のベルリンオリンピックに際してはその医師長（Leitender Arzt）を務めた。1937年にはベルリン大学の教授となり、さらにレーベンスボルン(生命の泉)のメンバーともなる。
1936年4月1日から親衛隊全国指導者ハインリヒ・ヒムラー付きの医師の一人に選ばれ、1938年4月20日には親衛隊全国指導者侍医兼主治医（Begleitarzt und Leibarzt der RFSS））となり、ヒムラーの主治医の地位を確立している。
ゲープハルトは親衛隊医師団の中でも最も地位の高い医師の一人となった。国際的にも知名度の高い医学者であった。

### 第二次世界大戦
第二次世界大戦開戦後の1939年10月26日から親衛隊病院（SS-Lazarett）となったホーエンリューヘン病院の部長医（Chefarzt）に就任し、負傷した武装親衛隊の隊員たちを診た。1940年から国立体育研究所（Reichsakademie für Leibesübungen）の医療部門部長にも就任した。1940年5月15日にリヒャルト・クリューガー博士（Dr.med.Richard Krüger）に代わって武装親衛隊医師長（Beratender Chirurg der Waffen-SS）となった。これらの地位はいずれもドイツの敗戦まで保持している。
1942年5月下旬にベーメン・メーレン保護領副総督ラインハルト・ハイドリヒがプラハでテロリストに襲撃されて昏睡状態に陥ったという報告を受けたヒムラーは直ちにゲープハルトを連れてハイドリヒの見舞いにプラハを訪れ、ハイドリヒの治療にあたらせている。しかしゲープハルトの手術はハイドリヒを救うことに成功しなかった。ハイドリヒの死因についてゲープハルトが脾臓の摘出を許さなかったためであるという噂が流れ、さらに内相の座を巡るライバルのハイドリヒを危険視したヒムラーがゲープハルトを使って故意にハイドリヒを死なせたなどという説まで出回った。アドルフ・ヒトラーの侍医であるテオドール・モレル博士が「私が開発したサルファ剤を投与していればハイドリヒの生命を助けられた」などと述べて暗にゲープハルトを批判したため、ヒトラーのゲープハルトへの信用が一時落ちて、ヒトラーがゲープハルトとの面会を拒絶したことがあった。
戦時中、ゲープハルトは強制収容所の囚人の身体を使って外傷に関する人体実験を行った。特にゲープハルトのホーエンリューヘン病院に近い場所にあるラーフェンスブリュック強制収容所の囚人を実験材料に使用していた。ゲープハルトは少女たちを切り刻みながら、主な筋肉や神経、骨の小片などを採取し、時にはこうして切り開いた傷口を化膿状態に見立てて、そこに様々な細菌の培養液を注入したりもしたという。
1942年8月、ラーフェンスブリュック強制収容所の75人のポーランド人の若い娘を使った人体実験で、ある種のサルファ剤が銃弾を受けたことで引き起こされる感染症に無効力であることを立証するのに成功し、1943年5月の軍事医学会総会でこの実験結果を発表した。ヒトラーはゲープハルトを再評価し、この功績をたたえてヒトラー自らの手でゲープハルトに戦功十字章を授与した。
ドイツの敗戦直前（4月24日）に自殺したドイツ赤十字社副総裁エルンスト＝ロベルト・グラヴィッツ（Ernst-Robert Grawitz）に代わって短期間だがドイツ赤十字社の副総裁になっている。
また敗戦直前に責任追及されることを恐れて自らの人体実験の生き残りである女囚たちを処刑するよう命じ、証拠隠滅を図った。

### 逮捕・処刑

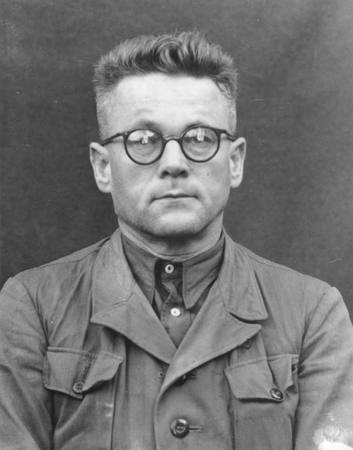
逮捕後のカール・ゲープハルト

1945年5月にはハインリヒ・ヒムラーに同行して野戦憲兵に成り済まして逃亡しようとした。しかしヒムラーとともにイギリス軍の捕虜となった。
戦後、アメリカ軍の開いたニュルンベルク継続裁判の医者裁判の被告人の一人となった。1947年8月20日に戦争犯罪と人道に対する罪で死刑判決を受けた。1948年6月2日にランツベルク刑務所において絞首刑に処された。

## 人物
- 身長は169センチだった[10]。信仰はカトリックであり、教会を離れることを推奨する親衛隊の方針にもかかわらず、教会を離れていない[10]。
- 1933年に結婚しており、息子が二人いた[10]。

## キャリア

### 階級
- 1933年5月1日、親衛隊二等兵（SS-mann）
- 1935年4月20日、親衛隊少佐（SS-Sturmbannführer）
- 1935年9月15日、親衛隊中佐（SS-Obersturmbannführer）
- 1936年11月9日、親衛隊大佐（SS-Standartenführer）
- 1938年4月20日、親衛隊上級大佐（SS-Oberführer）
- 1940年10月1日、親衛隊少将及び武装親衛隊少将（SS-Brigadeführer und Generalmajor der Waffen-SS）
- 1943年1月30日、親衛隊中将及び武装親衛隊中将（SS-Gruppenführer und Generalleutnant der Waffen-SS）[1]

### 受章
- 鉄十字勲章
  - 1914年版二級鉄十字章（第一次世界大戦中）
    - 1939年版二級鉄十字章略章（1942年）

  - 1914年版一級鉄十字章（第一次世界大戦中）
    - 1939年版一級鉄十字略章（1942年）
- ドイツ十字章
  - 銀章（1944年4月20日）
- 戦傷章
  - 1918年版黒章（1918年）
  - 1939年版黒章
- 名誉十字章
  - 前線戦士章（1934年）
- 戦功十字章
  - 剣付二級戦功十字章
  - 剣付一級戦功十字章
  - 剣付騎士戦功十字章（1944年5月16日）
- オリンピック勲章（Olympia-Ehrenzeichen）
  - 一級（1936年）
- 親衛隊名誉リング
- 親衛隊全国指導者名誉長剣[1]